# قائمة خلجان الجزائر
تمتلك الجزائر العديد من الخلجان على الشريط الساحلي بطول إجمالي يقارب 1 622 كم عبر 14 ولاية على ساحل البحر الأبيض المتوسط.

## قائمةخلجانالولايات الساحلية

### ولاية الشلف
- خليج بني حواء
- خليج وادي قوسين
- خليج تنس
- خليج سيدي عبد الرحمان
- خليج القلتة

### ولاية بجاية
- خليج بجاية

### ولاية تلمسان
- خليج المالوس
- خليج هنين
- خليج سيدنا يوشع
- خليج سيدي عمر
- خليج أولاد بن عايد
- خليج مرسى بن مهيدي

### ولاية تيزي وزو
- خليج أزفون
- خليج إفليسن
- خليج تيقزيرت

### ولاية الجزائر
- خليج الجزائر
- خليج باب الوادي
- خليج الرايس حميدو
- خليج سيدي فرج

### ولاية جيجل
- خليج جيجل

### ولاية سكيكدة
- خليج سكيكدة
- خليج القل

### ولاية عنابة
- خليج عنابة
- خليج سرايدي
- خليج شطايبي

### ولاية مستغانم
- خليج دشرية
- خليج سيدي عبد القادر
- خليج عين إبراهيم
- خليج مستغانم

### ولاية وهران
- خليج أرزيو
- خليج سيدي بن يبقى
- خليج قديل
- خليج وهران
- خليج بوسفر
- خليج الأندلسيات

### ولاية بومرداس
- خليج دلس
- خليج جنات
- خليج زموري
- خليج بومرداس

### ولاية الطارف
- خليج القالة

### ولاية تيبازة
- خليج تيبازة
- خليج الحمدانية
- خليج شرشال
- خليج سيدي غيلاس
- خليج قورايا
- خليج سيدي إبراهيم
- خليج الأرهاط

### ولاية عين تموشنت
- خليج عين الكرمة
- خليج بوزجار
- خليج سيدي جلول
- خليج بني صاف

### مواضيع ذات صلة
- الصيد البحري في الجزائر
- النقل في الجزائر
- قائمة الدول حسب طول السواحل
- قائمة الموانئ في البحر الأبيض المتوسط
- قائمة ولايات الجزائر
- قائمة سدود الجزائر
- قائمة موانئ الجزائر
- قائمة المجاري المائية في الجزائر
- قائمة شواطئ الجزائر
- قائمة محطات تحلية المياه في الجزائر

### وصلات خارجية
- موانئ العالم (World ports).